# Le Banana split
Pour les articles homonymes, voir Banana split (homonymie).
Singles de Lio
Amoureux solitaires
(1980)
Pistes de Lio
La Petite Amazone
(10) Oz
(12)
Le Banana split est la première chanson éditée en disque interprétée par la chanteuse Lio, sortie en 1979 en Belgique puis en France. 
Après plus de 2 millions d'exemplaires vendus en France, la chanson connaît notamment le succès en Italie, en Angleterre et au Japon. Le titre est également adapté et repris par différents artistes.

## Thématique
Composée par Jay Alanski sur des paroles de Hagen Dierks et des arrangements de Marc Moulin, la chanson Le Banana split joue sur un double sens et un double niveau de lecture : les paroles, une évocation du dessert banana split par une jeune fille (Lio avait 17 ans à l'époque car née le 17 juin 1962), peuvent être interprétées érotiquement. En septembre 2022, Lio révèle qu'elle regrette les paroles de la chanson qui selon elle, a « ouvert la porte aux pédocriminels » ,.

## Succès populaire et reprises
La maison de disques, Ariola, ne croyait pas au succès du titre. Si elle a accepté de le sortir, c'est pour des raisons financières : il lui fallait absolument produire des artistes belges avant la fin de l'année 1979 pour bénéficier des dégrèvements fiscaux.
Le single s'est vendu à 700 000 exemplaires.
En 1982, Lio a repris elle-même en anglais sa chanson sous le titre Marie Antoinette sur son disque canadien Suite sixtine. L'adaptation avait été faite par les Sparks (Ron Mael et Russell Mael).
La chanson a été reprise une première fois par Kim Kay en 1998, par le groupe Apy en 1999, par Sandra Lou en 2004, également par Vive la fête en 2005 ou encore par le groupe américain Clorox Girls en 2007. La reprise d'Apy se classe 10e dans les ventes en Belgique francophone. Celle de Sandra Lou est no 36 en France.
Puis, en décembre 2018 par Les Fatals Picards, en duo avec Lio.
En 2019 la chanson peut être entendue au début de l’épisode 5 saison 1 de la série américaine Miracle Workers.
En 2023, Apple reprend le titre dans une de ses campagnes publicitaires pour la promotion d’un iPhone couleur jaune banane.

## Classement
| Classement (1980) | Meilleure position |
| ----------------- | ------------------ |
| France (SNEP)     | 1                  |